# Patrick Gaillard
Patrick Jean Gaillard (* 12. února 1952 Paříž) je bývalý francouzský automobilový závodník a pilot Formule 1. Zúčastnil se 5 Grand Pric Formule 1, v nichž debutoval 1. července 1979. Nezískal žádné body.
Začínal ve francouzské Formuli Renault a následně Formuli 3, z niž se přesunul v roce 1979 do Formule 2. Ještě v roce 1979 s vozem týmu Ensign Racing se účastnil závodů ve Formule 1. Debutoval v domácí Grand Prix Francie 1979 s vozem Ensign N179 s motorem Ford Cosworth a s pneumatikami Goodyear, ale nekvalifikoval se mezi 24 jezdců. Jeho čas stačil až na 25 místo. Zaostal o 0.37 sekund za posledním Eliem de Angelisem, ale byl o 1,95 sekund rychlejší než Arturo Merzario na voze vlastní konstrukce. Do Grand Prix Anglie se kvalifikoval na dvacátém třetím místě, takže stál v poslední řadě společně s Hectorem Rebaquem na Lotusu Ford Cosworth. V závodě skončil na 13 pozici se ztrátou tří kol na vítěze Claye Regazzoniho na Williamsu. Následovala Grand Prix Německa 1979, kde se opět nekvalifikoval. Skončil na 25. místě, před Arturem Merzariem. Na Hanse Jaochima Stucka ztratil více než 1 sekundu. V Grand Prix Rakouska 1979 jel v závodě naposledy. Kvalifikoval se na posledním místě, na startu stál v poslední řadě s Janem Lammersem. Byl rychlejší jen o 0,06 sekund před Hectorem Rebaguem, který společně s Arturem Merzariem neprošli kvalifikací. Závod pro něj po 42 kolech skončil. Tento závod dokončilo pouze deset vozů. Posledním jeho účastí ve Formuli 1 byla Grand Prix Nizozemska, kde neprošel kvalifikací společně s Arturem Merzariem. Kariéru jezdce Formule 1 tím ukončil a soustředil se na závody série CamAm. Vůz Ensign N179 nebyl dobrým vozem, ale Gaillard se snažil bojovat a tak se z pěti závodů třikrát kvalifikoval, než byl nahrazený Marcem Surerem.
V roce 1980 se vrátil do týmu Ensign v Grand Prix Španělska 1980, v niž se umístil na bodovaném 6. místě. Výsledek se však nepočítal, protože tomuto závodu byl v důsledku sporu mezi FISA a FOCA odebrán status Grand Prix, což způsobilo, že mu tento bod nebyl započítán.
Než skončil svojí kariéru automobilového závodníka, vrátil se do Formule 2, závodů CanAm a závodů 24 hodin Le Mans. Po skončení kariéry se stal závodním instruktorem.

## Kompletní výsledky ve Formuli 1
| Legenda k tabulce | Legenda k tabulce                                                                       |
| Barva             | Výsledek                                                                                |
| ----------------- | --------------------------------------------------------------------------------------- |
| Zlatá             | Vítěz                                                                                   |
| Stříbrná          | 2. místo                                                                                |
| Bronzová          | 3. místo                                                                                |
| Zelená            | Bodované umístění                                                                       |
| Modrá             | Nebodované umístění                                                                     |
| Modrá             | Dokončil neklasifikován (NC)                                                            |
| Fialová           | Odstoupil (Ret)                                                                         |
| Červená           | Nekvalifikoval se (DNQ)                                                                 |
| Červená           | Nepředkvalifikoval se (DNPQ)                                                            |
| Černá             | Diskvalifikován (DSQ)                                                                   |
| Bílá              | Nestartoval (DNS)                                                                       |
| Bílá              | Závod zrušen (C)                                                                        |
| Světle modrá      | Pouze trénoval (PO)                                                                     |
| Světle modrá      | Páteční testovací jezdec (TD)                                                           |
| Bez barvy         | Netrénoval (DNP)                                                                        |
| Bez barvy         | Vyřazen (EX)                                                                            |
| Bez barvy         | Nepřijel (DNA)                                                                          |
| Bez barvy         | Odvolal účast (WD)                                                                      |
| Bez barvy         | Nezúčastnil se (prázdné)                                                                |
| Označení          | Význam                                                                                  |
| Tučnost           | Pole position                                                                           |
| Kurzíva           | Nejrychlejší kolo                                                                       |
| †                 | Jezdec nedojel do cíle, ale byl klasifikován, protože odjel více než 90 % délky závodu. |
| ‡                 | Byl udělován poloviční počet bodů, protože bylo odjeto méně než 75 % délky závodu.      |
| Horní index       | Umístění bodujících jezdců ve sprintu                                                   |

| Rok  | Tým         | Vůz         | Motor       | 1   | 2   | 3   | 4   | 5   | 6   | 7   | 8       | 9      | 10      | 11      | 12      | 13  | 14  | 15  | Umístění | Body |
| ---- | ----------- | ----------- | ----------- | --- | --- | --- | --- | --- | --- | --- | ------- | ------ | ------- | ------- | ------- | --- | --- | --- | -------- | ---- |
| 1979 | Team Ensign | Ensign N179 | Cosworth V8 | ARG | BRA | JAR | USW | ESP | BEL | MON | FRA DNQ | GBR 13 | GER DNQ | AUT Ret | NED DNQ | ITA | CAN | USA | NC       | 0    |